# Caliroa dionae
Espèce
Caliroa dionae est une espèce de guêpes de la famille des Tenthredinidae dont les larves mangent les feuilles de bleuets,.

## Publication originale
- (en) David R. Smith et Joseph Moisan-De Serres, « A New North American Caliroa (Hymenoptera: Tenthredinidae) on Vaccinium corymbosum L. (Ericaceae) », Proceedings of the Entomological Society of Washington, Washington, Entomological Society of Washington (d), vol. 119, no 4,‎ octobre 2017, p. 637-640 (ISSN 0013-8797 et 2378-6477, OCLC 630167895 et 1568029, DOI 10.4289/0013-8797.119.4.637).